# 赵志坚
趙志堅（1935年—），原名赵长生，男，江西南昌人，中华人民共和国政治人物。

## 生平
1980年，担任中共南昌市委第二书记，后兼任南昌市人民政府市长。1987年，任江西省经贸委副主任。